# Cenophengus punctatissimus
Cenophengus punctatissimus är en skalbaggsart som beskrevs av Wittmer 1976. Cenophengus punctatissimus ingår i släktet Cenophengus och familjen Phengodidae. Inga underarter finns listade i Catalogue of Life.